# Days/Green
Days/Green è il quarantaquattresimo singolo della cantante giapponese Ayumi Hamasaki, pubblicato il 17 dicembre 2008. Oltre ai due brani del lato A Days e Green, il singolo contiene le versioni registrate di nuovo dei brani Love: Destiny e To Be. Il brano Green è stato utilizzato come accompagnamento musicale delle pubblicità televisive giapponesi della Panasonic. Il singolo è il trentunesimo singolo della Hamasaki a raggiungere la prima posizione della classifica Oricon, ed il diciannovesimo consecutivo, ed è stato certificato disco d'oro per aver superato le 100 000 copie vendute.

## Tracce
Days / GREEN
CD
1. Days - 5:03 (Ayumi Hamasaki, Tago Kunio)
2. GREEN - 4:49 (Ayumi Hamasaki, Yukumi Tetsuya)
3. LOVE ～Destiny～ (10th Anniversary Version) - 5:06 (Ayumi Hamasaki, Tsunku)
4. Days (Instrumental) - 5:03
5. GREEN (Instrumental) - 4:49
6. LOVE ～Destiny～ (10th Anniversary Version Instrumental) - 5:06

DVD
1. Days (video clip) - 5:18
2. GREEN (video clip) - 5:29
3. Days (making clip) - 3:52

GREEN / Days
CD
1. GREEN - 4:49 (Ayumi Hamasaki, Yukumi Tetsuya)
2. Days - 5:03 (Ayumi Hamasaki, Tago Kunio)
3. TO BE (10th Anniversary Version) - 5:22 (Ayumi Hamasaki, D.A.I.)
4. GREEN (Instrumental) - 4:49
5. Days (Instrumental) - 5:03
6. TO BE (10th Anniversary Version Instrumental) - 5:22

DVD
1. GREEN (video clip) - 5:29
2. Days (video clip) - 5:18
3. "GREEN (making clip) - 3:59

## Classifiche
| Classifica                        | Posizione più alta |
| --------------------------------- | ------------------ |
| Oricon Weekly singles             | 1                  |
| Billboard Billboard Japan Hot 100 | 1                  |